# William Henry Steeves
Pour les articles homonymes, voir Steeves.
William Steeves (1814 - 1873) est un marchand et un homme politique qui a été l'un des Pères de la Confédération canadienne.

## Biographie
William Henry Steeves est né le 20 mai 1814 à Hillsborough, au Nouveau-Brunswick, où il passe sa jeunesse.
Steeves se lance très tôt dans les affaires en tenant tout d'abord un petit magasin, puis en s'occupant d'exportation de bois. Il déménage ensuite à Saint-Jean où il devient un personnage important dans le monde des affaires de cette ville.
Il se lance en politique en 1846 lorsqu'il est élu député du Comté d'Albert à l'Assemblée législative du Nouveau-Brunswick, puis réélu en 1850. Partisan de la Confédération, Steeves représente le Nouveau-Brunswick à la Conférence de Charlottetown en 1864, ainsi qu'à celle de Québec le mois suivant.
En raison de ses positions pro-confédération, Steeves est nommé sénateur le 23 octobre 1867 et le reste jusqu'à sa mort, intervenue à Saint-Jean le 9 décembre 1873. Steeves est enterré au cimetière Fernhill. 